# Okręty szkolne typu Wodnik
Okręty szkolne typu Wodnik (projektu 888) – typ polskich okrętów szkolnych zbudowanych w Stoczni Północnej w Gdańsku. Dwa z nich służyły w polskiej Marynarce Wojennej, jeden w NRD i dwa w ZSRR.

## Powstanie i budowa
Po II wojnie światowej, obok żaglowego szkunera ORP "Iskra", polska Marynarka Wojenna posiadała okręt szkolny ORP "Gryf", przebudowany ze statku handlowego, jeszcze o napędzie parowym, który w latach 70. był już zużyty i przestarzały. Zdecydowano zastąpić go nowoczesnymi jednostkami szkolnymi, zbudowanymi w kraju. W 1971 Ośrodek Badawczy Marynarki Wojennej opracował pierwszy wstępny projekt. Ostateczny projekt okrętu szkolnego o numerze 888 powstał w Centrum Techniki Okrętowej, głównym projektantem był Henryk Cynke. Konstrukcja i linie kadłuba nowego okrętu wywodziły się z wcześniejszego szeregu projektów okrętów pomocniczych polskiej konstrukcji (okręty hydrograficzne proj. 861, okręty ratownicze proj. 570, okręty rozpoznawcze proj. 863).
Na przełomie 1974/1975 rozpoczęto budowę dwóch okrętów dla Polski w Stoczni Północnej w Gdańsku. Jednocześnie rozpoczęto budowę okrętu zmodyfikowanego projektu 888N dla Niemieckiej Republiki Demokratycznej. 28 maja 1976 do służby wszedł jako pierwszy ORP "Wodnik" (251), następnie 6 lipca 1976 niemiecki "Wilhelm Pieck", po czym 26 września 1976 ORP "Gryf" (252). W 1977 roku natomiast zbudowano dwa zmodyfikowane okręty projektu 888R dla Marynarki Wojennej ZSRR – "Oka" i "Ługa", różniące się m.in. brakiem uzbrojenia (dla ZSRR zbudowano w Polsce w tym czasie także 3 duże okręty szkolne proj. 887 Smolny).

## Służba w skrócie
Polskie okręty proj. 888 weszły do służby do powstałej w 1976 Grupy Okrętów Szkolnych Wyższej Szkoły Marynarki Wojennej. Służyły do szkolenia polskich marynarzy, biorąc udział także w licznych rejsach zagranicznych.
W 1990, podczas wojny w Zatoce Perskiej, ORP "Wodnik" został przebudowany na okręt szpitalno-ewakuacyjny. Przede wszystkim dobudowano na rufie lądowisko dla śmigłowca oraz zdjęto uzbrojenie. Na wodach Zatoki Perskiej służył od stycznia do kwietnia 1991. Po powrocie do kraju w maju 1991 przywrócono go do roli uzbrojonego okrętu szkolnego, pozostawiając jednak lądowisko dla śmigłowca (zamiast rufowej armaty AK-230). "Gryf" został wycofany ze służby w 2005.
"Wilhelm Pieck" (S 61) służył w Ludowej Marynarce (Volksmarine) NRD. Po zjednoczeniu Niemiec okręt oddano na złom.
Z radzieckich okrętów, "Ługa" została złomowana ok. 2005, a "Oka" została przekazana w 1992 marynarce Azerbejdżanu, gdzie służy jako T-710.

## Uzbrojenie
- ORP Wodnik
  - 1 podwójna armata AK-230 kalibru 30 mm (początkowo 2 podwójne)
  - 2 podwójne armaty ZU-23-2M Wróbel kalibru 23 mm

2016: 1 podwójna armata ZU-23-2M Wróbel kalibru 23 mm
2019: 2 wielkokalibrowe karabiny maszynowe WKM-B kalibru 12,7 mm
- ORP Gryf
  - 2 podwójne armaty AK-230 kalibru 30 mm
  - 2 podwójne armaty ZU-23-2M kalibru 23 mm (początkowo 2 podwójne armaty kalibru 25 mm/79 na podwójnej podstawie 2M-3M)
  - 2 pojedyncze armaty salutacyjne kalibru 45 mm

## Przydział
- flotylla: 3 Flotylla Okrętów w Gdyni
- jednostka: Dywizjon Okrętów Wsparcia